# ريان فان ديك
ريان فـان ديك (بالإنجليزية: Ryan Van Dyke)‏ هو لاعب كرة قدم أمريكية أمريكي، ولد في 13 فبراير 1980.

## وصلات خارجية
- ريان فـان ديك على موقع JustSportsStats.com (الإنجليزية)
- ريان فـان ديك على موقع كلية كرة القدم في سبورتس رفرنس.كوم (الإنجليزية)